# Récif Petley
Le récif Petley (en anglais Petley Reef, en vietnamien Đá Núi Thị, en philippin Bahura ng Juan Luna, en mandarin Bólán jiāo (en sinogrammes traditionnels 舶兰礁)), est un récif situé sur la partie nord du banc Tizard au nord-ouest de Dangerous Ground dans les îles Spratleys en mer de Chine méridionale,,.

## Géographie
La plateforme corallienne peu profonde est composée d'un platier récifal qui s'étend sur 1,7 km le long de son axe nord-sud, sur 2 km le long de son axe ouest-est et couvre une superficie de 1,96 km2. La pente récifale est particulièrement étendue au sud-ouest du platier récifal, où elle s'étend sur près de 10 km du platier récifal. La pente globale du récif a une superficie de 9,48 km2.

## Revendication de souveraineté
Le récif Petley est occupé par le Viêt Nam depuis 1988. Actuellement, le Viêt Nam contrôle ce récif dans le cadre de la ville de Trường Sa, district de Trường Sa, province de Khánh Hòa.
Comme pour toutes les îles Spratleys, la propriété du récif est contestée. Elle est revendiquée par la république populaire de Chine, les Philippines et la république de Chine (Taïwan).

## Structures artificielles
La Marine populaire vietnamienne est stationnée sur un complexe architectural sur l'île appelée Đá Núi Thị, dont les coordonnées géographiques inscrites sur la stèle de souveraineté sont 10° 24′ 40″ N, 114° 34′ 48″ E. Une tour de 10 mètres de large construite sur une base en béton entourée de digues et d'un diamètre de 40 mètres peut être observée le long du côté nord-est du platier récifal. Cette station est reliée par un pont de 70 mètres de long à une maison culturelle polyvalente au sud-ouest achevée en décembre 2018.

## Histoire
Le 15 mars 1988, effectuant l'opération CQ88, le navire de la Marine populaire vietnamienne 709 est arrivé et a jeté l'ancre sur le récif Petley. Les navires 16, 11 et le navire 05 (région militaire 5) ont apporté des forces et des matériaux pour la construction de logements.
Le 3 avril 1988, les ingénieurs militaires ont achevé la construction de la station et l'ont remise aux forces navales qui gardaient l'île.
| Île de Itu Aba Récif Zhongzhou Caye Sand Récif Petley Récif Eldad Île Namyit Récif de Gaven du Sud Récif de Gaven du Nord Localisation du récif Petley dans la zone d'atoll ouverte du banc Tizard (Image satellite du banc Tizard prise par la NASA). |